# Мария д’Есте
Мария д’Есте (на италиански: Maria d'Este; * 8 декември 1644, Модена, Херцогство Модена и Реджо; † 20 август 1684, Парма, Херцогство Парма и Пиаченца) от Дом Есте е принцеса от Модена и чрез брак херцогиня на Парма и Пиаченца.

## Произход
Дъщеря е на Франческо I д’Есте (* 1610, † 1658), херцог на Модена и Реджо, и на първата му съпруга Мария Катерина Фарнезе (* 1615, † 1646). Нейни дядо и баба по бащина линия са Алфонсо III д’Есте, херцог на Модена и Реджо, и Изабела Савойска, а по майчина – Ранучо I Фарнезе, херцог на Парма и Пиаченца, и принцеса Маргерита Алдобрандини. Има шест братя и две сестри:
- Алфонсо (*/† 1632)
- Алфонсо IV (* 1634, † 1662), херцог на Модена и Реджо, съяруг на Лаура Мартиноци
- Изабела (* 1635, † 1666), херцогиня на Парма и Пиаченца като съпруга на Ранучо II Фарнезе

- Леонора (* 1639, † 1640)
- Тедалдо (* 1640, † 1643)
- Алмерико (* 1641, † 1660)
- Елеонора (* 1643, † 1722), монахиня
- Тедалдо (*/† 1646).

Има и едина полусестра от втория брат на баща си и един полубрат от третия му брак – Риналдо, кардинал и като Риналдо III херцог на Модена и Реджо, съпруг на Шарлота Хановерска.

## Биография
За да се заздравят отношенията между семействата Фарнезе и Есте по-голямата сестра на Мария, Изабела, е омъжена през 1664 г. за първия си братовчед Ранучо II Фарнезе, херцог на Парма и Пиаченца. Изабела умира при раждане през 1666 г. За да запази съюза между двата херцогски дома, неомъжената Мария става следващата съпруга на Ранучо. Бракът им е договорен между 16 и 23 октомври 1667 г. и е отпразнуван на 16 януари 1668 г. в Модена. Двойката има девет деца, но само три достигат до зряла възраст.
Мария умира в Парма на 39 години. Погребана е на 21 август 1684 г. в базиликата „Санта Мария дела Стеката“ в Парма.

## Брак и потомство
∞ 16 януари 1668 в Модена за Ранучо II Фарнезе (* 17 септември 1630, Кортемаджоре, Херцогство Парма, Пиаченца и Гуастала; † 11 декември 1694, Парма, пак там), херцог на Парма и Пиаченца, син на Одоардо I Фарнезе, херцог на Парма и Пиаченца, и на Маргарита де Медичи, от когото има девет деца, повечето починали като малки:
- Изабела Мария Франческа Луиза Фарнезе (* 14 декември 1668, † 09 юли 1718), монахиня-бенедиктинка в манастира на Дева Мария Кампанска в Пиаченца;
- Виктория Мария Франческа Фарнезе (* 24 декември 1669, † 15 септември 1671);
- Син (* 24 юни 1671, † 28 юни 1671);
- Витория и Катерина Фарнезе (*/† 19 ноември 1672), близначки;
- Син (*/† 26 декември 1674);
- Елеонора Фарнезе (* 1 септември 1675, † 3 ноември 1675);
- Франческо Фарнезе (* 19 май 1678, Парма; † 26 май 1727, Пиаченца), херцог на Парма и Пиаченца от 1694, ∞ 7 декември 1696 за Доротея София фон Пфалц (1670 – 1748), дъщеря на курфюрст Филип Вилхелм, от която няма деца;
- Антонио Фарнезе (* 29 ноември 1679, Парма, † 20 януари 1731, пак там), от 1727 последният херцог херцог на Парма и Пиаченца от фамилията Фарнезе, ∞ 5 февруари 1728 Енриета д’Есте (1702 – 1777), дъщеря на Риналдо д’Есте, херцог на Модена и Реджо, от която няма деца.